# Quattro elementi

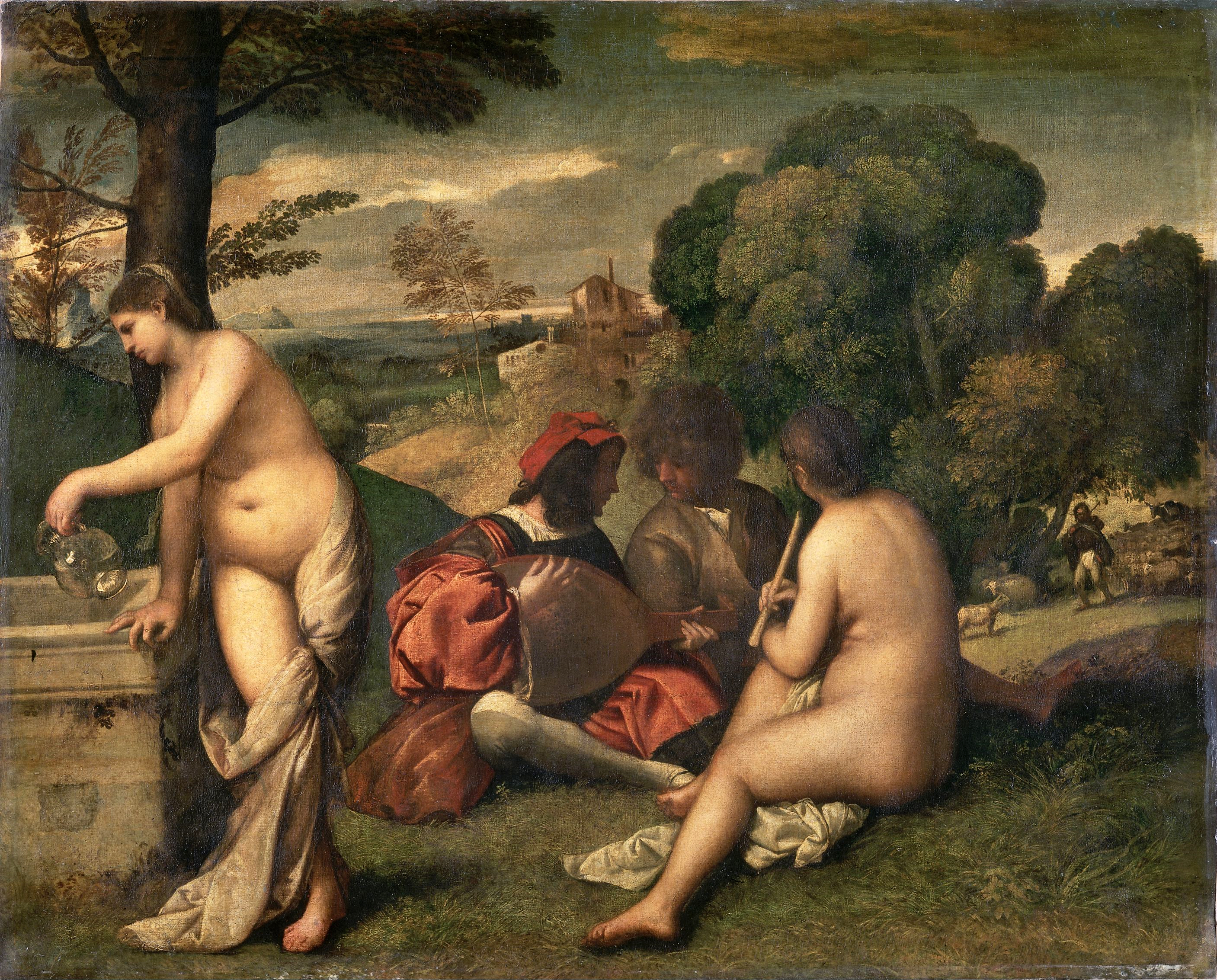
Tiziano
Concerto campestre, 1509, Parigi, Museo del Louvre
La donna alla fonte è una personificazione dell'Acqua. Il suonatore di liuto rappresenta il Fuoco. L'uomo con i capelli scompigliati dal vento simboleggia l'Aria. La donna di spalle raffigura la Terra.

Il riferimento a quattro elementi (fuoco, acqua, aria, terra) è comune a molte cosmogonie.
Tanto l'Oriente quanto l'Occidente hanno concepito una stretta connessione tra il microcosmo umano e il macrocosmo naturale. Secondo queste concezioni dall'equilibrio degli elementi dipendeva la vita della specie umana e la sopravvivenza del cosmo: l'universo ordinato, sorto dal caos, era governato da personificazioni divinizzate dei quattro elementi.

## Storia del concetto in Occidente
(Vitruvio, De architectura, libro VIII, pref.)
Nella tradizione ellenica gli elementi sono quattro: il fuoco (), la terra (), l'aria (), e l'acqua ().
Rappresentano nella filosofia greca, nell'aritmetica, nella geometria, nella medicina, nella psicologia, nell'alchimia, nella chimica, nell'astrologia e nella religione i regni del cosmo, in cui tutte le cose esistono e consistono.

### Empedocle
Platone sembra che si riferisca agli elementi con il termine stoicheia, rifacendosi alla loro origine presocratica. Essi infatti si trovano già elencati dal filosofo ionico Anassimene di Mileto (VI secolo a.C.) e poi da Empedocle (ca. 450 a.C.), il primo a proporre quattro elementi che chiama rizòmata (rizoma al plurale) "radici" di tutte le cose, immutabili ed eterne.
Afferma Empedocle:
«Conosci innanzitutto la quadruplice radice
Di tutte le cose: Zeus è il fuoco luminoso,
Era madre della vita, e poi Edoneo,
Nesti infine, alle cui sorgenti i mortali bevono»
Secondo una interpretazione Empedocle indicherebbe Zeus, il dio della luce celeste come il Fuoco, Era, la sposa di Zeus è l'Aria, Edoneo (Ade), il dio degli inferi, la Terra e infine Nesti (Persefone), l'Acqua.
Secondo altri interpreti i quattro elementi designerebbero divinità diverse: il fuoco (Ade), l'aria (Zeus), la terra (Era) e l'acqua (Nesti-Persefone).
L'unione di tali radici determina la nascita delle cose e la loro separazione, la morte. Si tratta perciò di apparenti nascite e apparenti morti, dal momento che l'Essere (le radici) non si crea e non si distrugge, ma è soltanto in continua trasformazione.
L'aggregazione e la disgregazione delle radici sono determinate dalle due forze cosmiche e divine Amore e Discordia (o Odio), secondo un processo ciclico eterno. In una prima fase, tutti gli elementi e le due forze cosmiche sono riunite in un Tutto omogeneo, nello Sfero, il regno dove predomina l'Amore. Ad un certo punto, sotto l'azione della Discordia, inizia una progressiva separazione delle radici. L'azione della Discordia non è ancora distruttiva, dal momento che le si oppone la forza dell'Amore, in un equilibrio variabile che determina la nascita e la morte delle cose, e con esse quindi il nostro mondo. Quando poi la Discordia prende il sopravvento sull'Amore, e ne annulla l'influenza, si giunge al Caos, dove regna la Discordia e dove è la dissoluzione di tutta la materia. A tal punto il ciclo continua grazie ad un nuovo intervento dell'Amore che riporta il mondo alla condizione intermedia in cui le due forze cosmiche si trovano in nuovo equilibrio che dà nuovamente vita al mondo. Infine, quando l'Amore si impone ancora totalmente sulla Discordia si ritorna alla condizione iniziale dello Sfero. Da qui il ciclo ricomincia.
Il processo che porta alla formazione del mondo è quindi una progressiva aggregazione delle radici. Tale unione, lungi dall'avere un benché minimo carattere finalistico, è assolutamente casuale. E tale casualità si evidenzia a proposito degli esseri viventi. All'inizio infatti le radici si uniscono a formare arti e membra separati, che solo in seguito si uniranno, sempre casualmente tra di loro. Nascono così mostri di ogni specie (come ad esempio il Minotauro), che, dice Empedocle quasi anticipando Charles Darwin, sono scomparsi solo perché una selezione naturale favorisce alcune forme di vita rispetto ad altre, meglio organizzate e perciò più adatte alla sopravvivenza.
Le quattro radici sono anche alla base della gnoseologia di Empedocle.
Egli infatti sostenne che i processi della percezione sensibile (modificata dagli oggetti esterni) e della conoscenza razionale fossero possibili solo in quanto esisteva una identità di struttura fisica e metafisica tra il soggetto conoscente, ossia l'uomo, e l'oggetto conosciuto, ossia gli enti della natura.
Sia l'uomo che gli enti erano formati da analoghe mescolanze quantitative delle quattro radici ed erano mossi dalle medesime forze attrattive e repulsive. Questa omogeneità rendeva possibile il processo della conoscenza umana, che si basava dunque sul criterio del simile, tesi esattamente opposta a quella di Anassagora: l'uomo conosceva le cose perché esse erano simili a lui. Infatti così affermò Empedocle: «noi conosciamo la terra con la terra, l'acqua con l'acqua, il fuoco con il fuoco, l'amore con l'amore e l'odio con l'odio».
Ad ognuno di essi Platone associò nel Timeo uno dei solidi platonici: il tetraedro al fuoco, il cubo alla terra, l'ottaedro all'aria, l'icosaedro all'acqua.
A questi quattro elementi Aristotele ne aggiungerà un quinto (la quintessenza medioevale) che egli chiamerà etere e che costituisce la materia delle sfere celesti.

### Latetraktyspitagorica
Per Pitagora (575 a.C. circa - 495 a.C. circa) la successione aritmetica dei primi quattro numeri naturali, geometricamente disposti secondo un triangolo equilatero di lato quattro, ossia in modo da formare una piramide, aveva anche un significato simbolico: a ogni livello della tetraktys corrisponde uno dei quattro elementi.
| Rappresentazione della tetraktys a piramide. | 1º livello. Il punto superiore: l'Unità fondamentale, la compiutezza, la totalità, il Fuoco 2º livello. I due punti: la dualità, gli opposti complementari, il femminile e il maschile, l'Acqua 3º livello. I tre punti: la misura dello spazio e del tempo, la dinamica della vita, la creazione, l'Aria 4º livello. I quattro punti: la materialità, gli elementi strutturali, la Terra |

### La medicina e la psicologia ippocratiche
Ippocrate di Coo (460 a.C. circa – prima del 377 a.C.) elaborò la teoria umorale, che rappresenta nell'Occidente il più antico tentativo di fornire un'eziologia per le malattie e una classificazione per i tipi psicologici e somatici.
Secondo Empedocle, ogni radice possiede una coppia di attributi: il fuoco è caldo e secco; l'acqua fredda e umida; la terra fredda e secca; l'aria calda e umida. Ippocrate tentò di applicare tale teoria alla natura umana definendo l'esistenza di quattro umori base, ossia bile nera, bile gialla, flegma e sangue (umore rosso):
- il fuoco corrisponderebbe alla bile gialla;
- la terra alla bile nera (o melancolia, in greco Melàine Chole);
- l'aria al sangue;
- l'acqua al flegma.[12]

Il buon funzionamento dell'organismo dipenderebbe dall'equilibrio degli elementi, mentre il prevalere dell'uno o dell'altro causerebbe la malattia.
A questi elementi e umori corrispondono quattro temperamenti, pertanto la teoria ippocratica è anche una teoria della personalità. La predisposizione all'eccesso di uno dei quattro umori definirebbe un carattere psicologico e insieme una costituzione fisica:
- il malinconico, con eccesso di bile nera, è magro, debole, pallido, avaro, triste;
- il collerico, con eccesso di bile gialla, è magro, asciutto, di bel colore, irascibile, permaloso, furbo, generoso e superbo;
- il flemmatico, con eccesso di flegma, è grasso, lento, pigro e sciocco;
- il tipo sanguigno, con eccesso di sangue, è rubicondo, gioviale, allegro, goloso e dedito ad una sessualità giocosa.[13]

Secondo i racconti mitologici e folcloristici, ogni elemento sarebbe inoltre animato da un suo specifico spirito elementare, detto anche «elementale», che Paracelso riteneva realmente operante dentro di essi, dedicando loro un trattato, il Liber de nymphis, sylphis, pygmaeis et salamandris, così suddividendoli:
- le Salamandre che sono gli elementali del fuoco;
- le Ondine gli elementali dell'acqua;
- le Silfidi gli elementali dell'aria;
- gli Gnomi gli elementali della terra.[14]

### La quintessenza
L'etere (in greco antico αἰθήρ, confluito in latino come aether), sinonimo di "quintessenza" (dal latino medievale quinta essentia, a sua volta calco dal greco pémpton stoichêion, 'quinto elemento'), era un elemento che, secondo Aristotele, si andava a sommare agli altri quattro già noti: il fuoco, l'acqua, la terra, l'aria.
Secondo gli alchimisti, l'etere sarebbe il composto principale della pietra filosofale, fungendo da matrice o materia prima degli altri elementi.
La storia dell'etere inizia con Aristotele, secondo il quale era l'essenza del mondo celeste, diversa dalle quattro essenze (o elementi) di cui si riteneva composto il mondo terrestre: terra, aria, fuoco e acqua. Aristotele credeva che l'etere fosse eterno, immutabile, senza peso e trasparente. Proprio per l'eternità e l'immutabilità dell'etere, il cosmo era un luogo immutabile, in contrapposizione alla Terra sublunare, luogo di cambiamento.
Lo stesso concetto venne espresso alcuni secoli più tardi da Luca Pacioli, neoplatonico del XVI secolo, che coinvolge anche le strutture matematiche e geometriche: secondo il Pacioli, infatti, il cielo, il quinto elemento, aveva la forma di un dodecaedro, struttura perfetta secondo lo studioso.
Quella cosa che muta i metalli in oro possiede altre virtù straordinarie: come, ad esempio, conservare la salute umana integra sino alla morte e di non lasciar passare la morte (se non dopo due o trecento anni). Anzi, chi la sapesse usare potrebbe rendersi immortale. Questo lapis non è certamente nient'altro che seme di vita, gheriglio e quintessenza dell'intero universo, da cui gli animali, le piante, i metalli e gli stessi elementi traggono sostanza.»
(Jan Amos Komensky, da Labirinto del mondo e paradiso del cuore del 1631)
Tra il XIV e il XVIII secolo, i chimici supposero che la quintessenza non fosse altro se non un elisir ottenuto dalla quinta distillazione degli elementi; da questa ultima accezione la quintessenza ha anche assunto un significato più ampio di caratteristica fondamentale di una sostanza o, più in generale, di una branca del sapere.

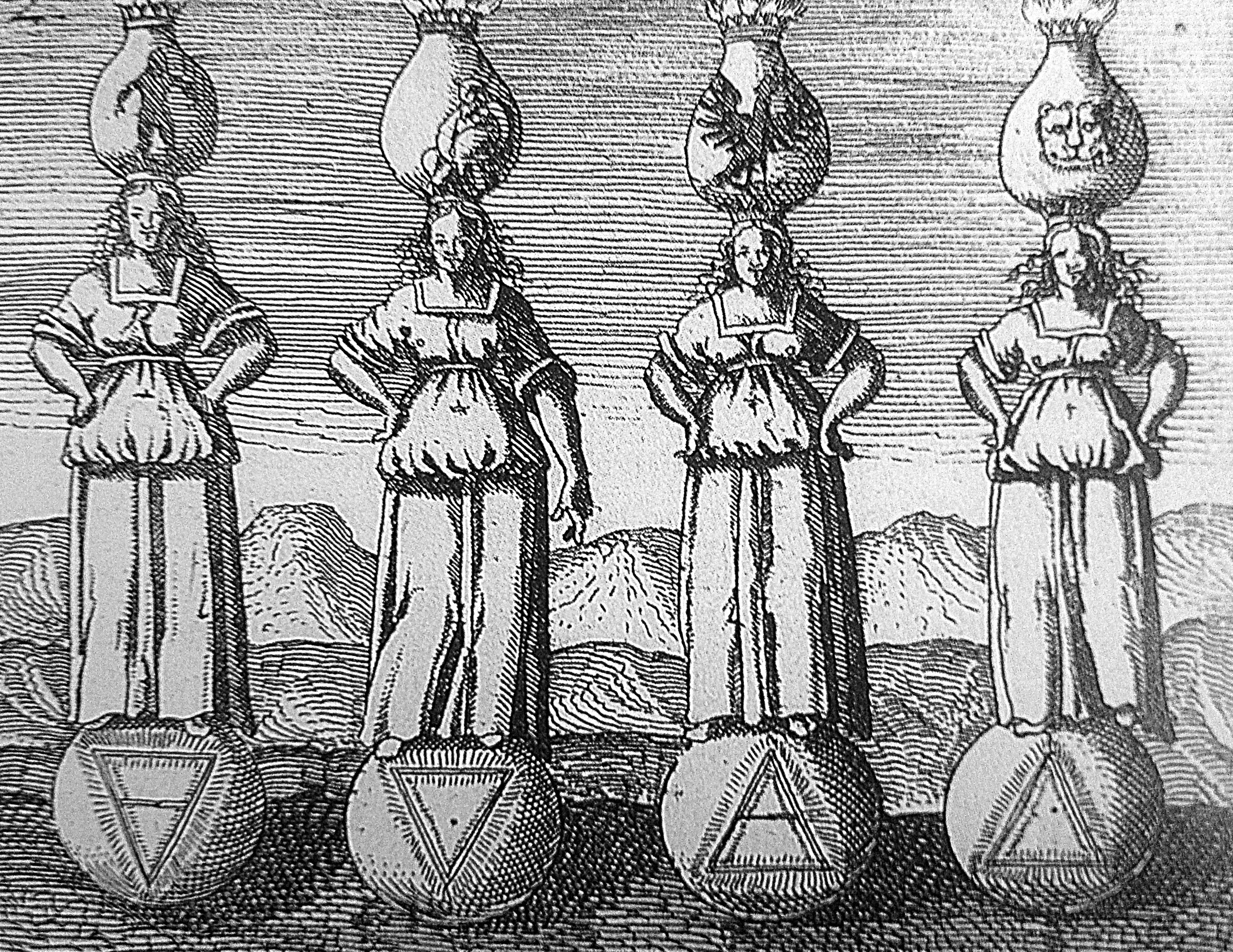
La raffigurazione dei quattro elementi (da sinistra) terra, acqua, aria e fuoco, con le sfere alla base rappresentanti i simboli dell'alchimia.

### La chimica
Secondo Odifreddi, 

### La fisica
In realtà la fisica attuale associa i quattro elementi agli stati solido (terra), liquido (acqua), gassoso o aeriforme (aria) e plasma (fuoco). Quest'ultimo, definito il "quarto stato" della materia, estende il concetto di fuoco, considerato gas ionizzato della categoria dei plasmi terrestri come anche i fulmini e le aurore. Nell'universo il plasma costituisce più del 99% della materia conosciuta: è infatti la sostanza di cui sono composte tutte le stelle e le nebulose.

### L'astrologia

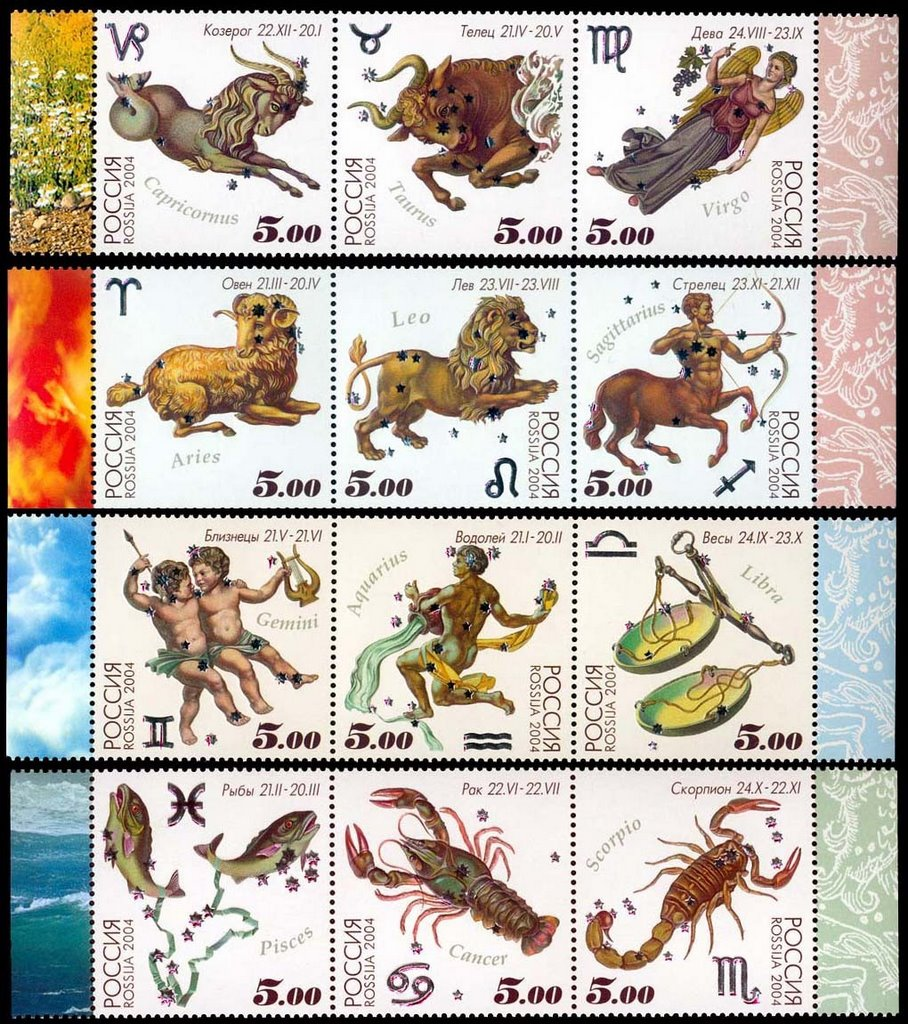
I segni zodiacali suddivisi in base al loro elemento: terra, fuoco, aria, acqua

Nell'astrologia occidentale i segni sono divisi in:
- segni di fuoco (Ariete, Leone, Sagittario)
- segni di terra (Toro, Vergine, Capricorno)
- segni d'aria (Gemelli, Bilancia, Aquario)
- segni d'acqua (Cancro, Scorpione, Pesci)

In tal modo essi formano complessivamente le quattro triplicità.

## Nelle religioni monoteiste

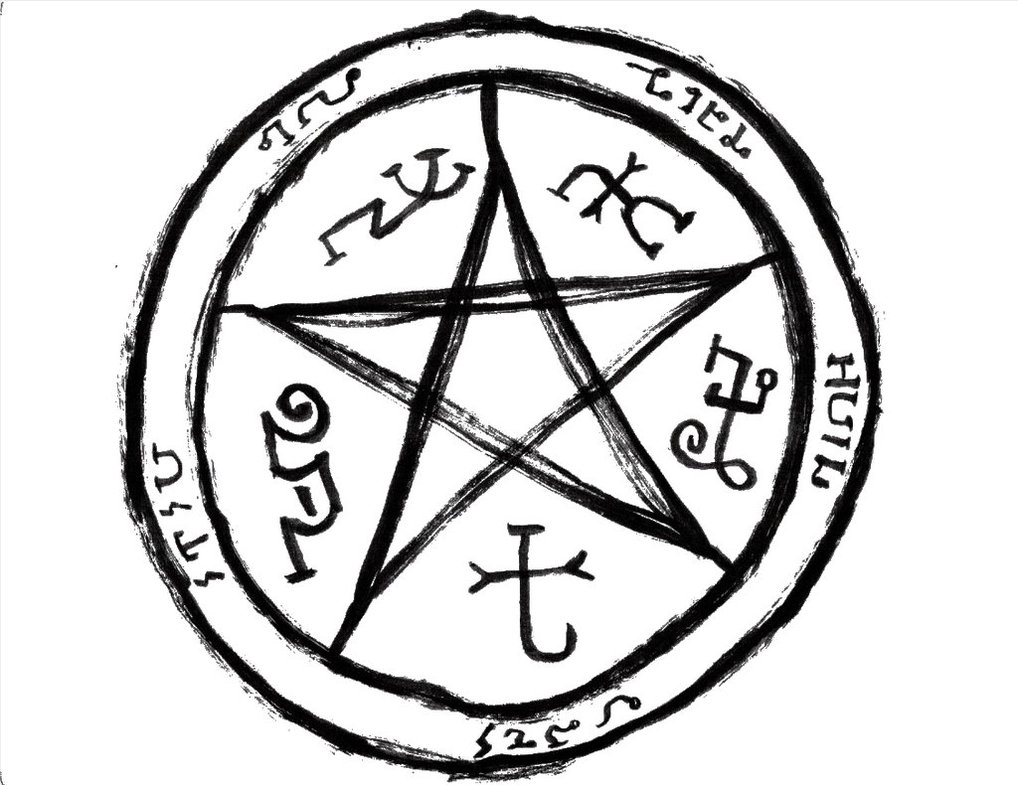
Un pentacolo

La rappresentazione simbolica del microcosmo e del macrocosmo si ritrova nell'antico segno del pentacolo che combina cioè in un unico segno tutta la creazione, ovvero l'insieme di processi su cui si basa il cosmo. Le cinque punte del pentagramma interno simboleggiano i cinque elementi metafisici dell'acqua, dell'aria, del fuoco, della terra e dello spirito. Questi cinque elementi sintetizzerebbero i gruppi in cui si organizzano tutte le forze elementali, spiritiche e divine dell'universo.
Il rapporto tra i vari elementi rappresentati all'interno del pentacolo è ritenuto una riproduzione in miniatura dei processi su cui si basa il cosmo. Questo processo inizia dall'elemento dello spirito, il quale si manifesta dando origine a tutto ciò che esiste. La creazione si verifica partendo dalla divinità e scendendo verso la punta in basso a destra, simboleggiante l'acqua, ovvero la fonte primaria e sostentatrice della vita sulla Terra. Dall'acqua ebbero origine le primissime forme elementari di vita, le quali poi evolsero con il passare dei millenni staccandosi dall'elemento primordiale. Dall'acqua il processo creativo risale verso l'aria, la quale rappresenta le forme di vita sufficientemente evolute da potersi organizzare da sole, prendendo coscienza del proprio sé. Questi esseri, dalla loro innocenza originaria, si evolvono e si organizzano moralmente e tecnologicamente, procedendo lungo la linea orizzontale verso la terra a destra. La terra simboleggia il massimo grado di evoluzione che un'epoca può supportare, quando questo diviene troppo ingente avvengono delle ricadute, sotto vari punti di vista, ma innanzitutto sotto il profilo spirituale. L'essere si allontana dallo spirito, degradando verso il basso, il fuoco, simboleggiante l'apice della degenerazione. In seguito alla depressione avviene però sempre una ripresa, un ritorno alle origini, in questo caso allo spirito, l'essere umano riscopre la spiritualità.

### Ebraismo
Nella tradizione ebraica è ampia la letteratura sui quattro elementi di cui si riportano tanto la simbologia tanto le corrispondenze nella Creazione. Ricordando anche il testo di El'azar da Worms Il segreto dell'Opera della Creazione, oltre allo Zohar, il testo più importante che ne tratta l'argomentazione secondo l'interpretazione mistica ebraica è il Sefer Yetzirah, la cui sapienza risale ad Avraham: questo testo argomenta il confronto tra le Sefirot, i quattro elementi, le lettere ebraiche, i pianeti, i segni zodiacali, i mesi e le parti del corpo umano.
Se ne discute anche in altri testi di Qabbalah ed è tra i principali oggetti di studio del percorso esoterico ebraico definito Ma'asseh Bereshit, lo Studio dell'Opera della Creazione..
Si ritiene che il mondo sia stato creato con la Torah le cui parole sono formate da lettere ebraiche che, permutate, sono il riferimento della Sapienza divina da cui sorse la parola di Dio al fine di creare ogni cosa esistente. Derivando dal significato delle lettere la loro corrispondenza con le creature e le create è così possibile avvicinarsi alla sapienza della Qabbalah che permette di cogliere il significato segreto proprio di esse.
Lo Zohar afferma che i quattro elementi fuoco, acqua, aria e terra corrispondono ai quattro metalli: oro, rame, argento e ferro; un'ulteriore corrispondenza è quella del Nord, del Sud, dell'Est e dell'Ovest. Dopo averne descritto i rapporti, lo Zohar continua l'esposizione ammettendo che, come si contano così 12 elementi, si possono contare 12 pietre preziose corrispondenti alle dodici tribù d'Israele, cosa confermata poi dalle fattezze degli Urim e Tummim.
Importante anche il confronto con i quattro venti.
I quattro elementi, uniti nel corpo vivente, con la morte si separano.
Con lo studio della Torah l'uomo si eleva al di sopra dei quattro elementi dominandoli anche nel proprio corpo e talvolta, in questo, si collega alle quattro figure metaforiche della Merkavah

### Cristianesimo

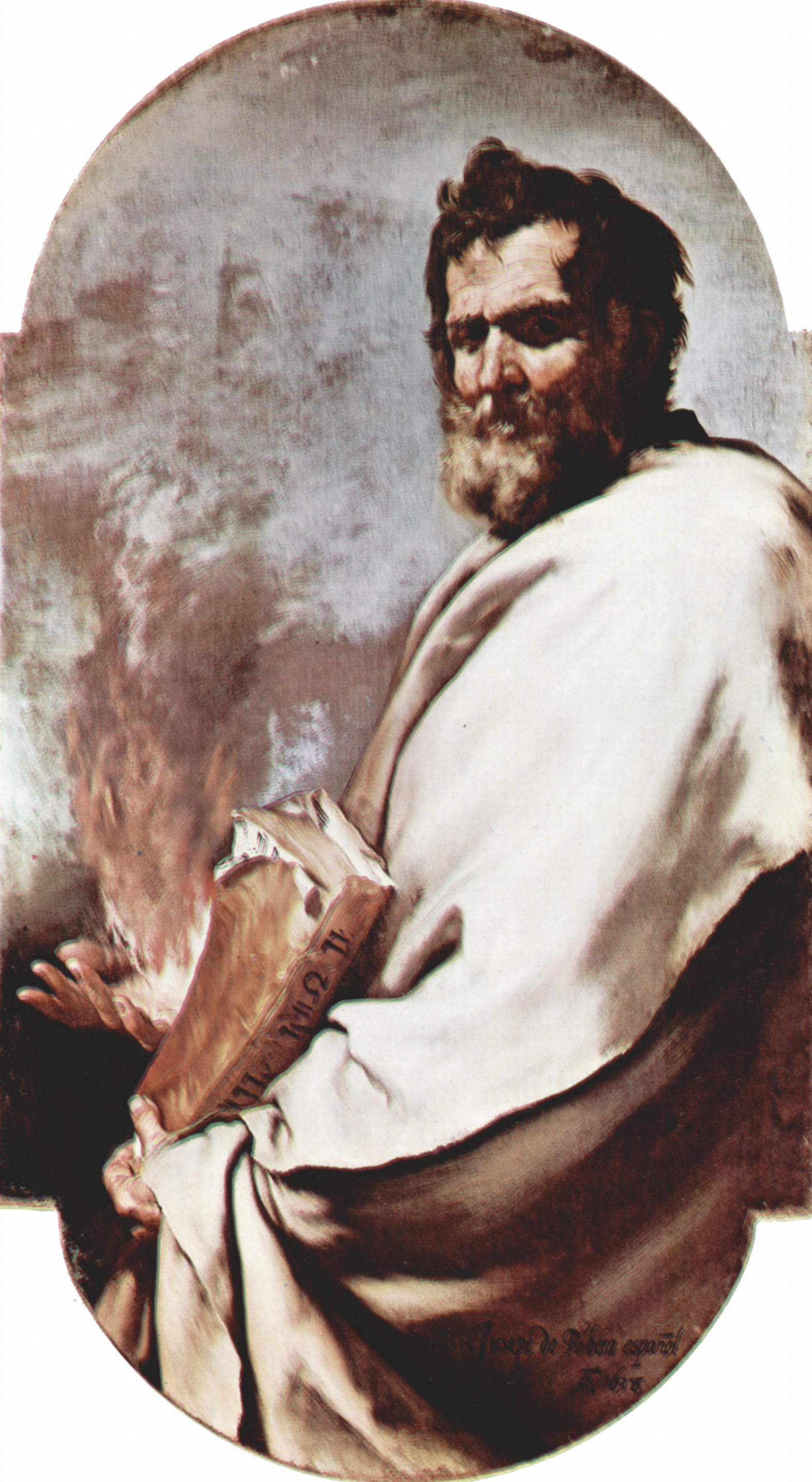
Il profeta Elia, di José de Ribera.

Secondo il primo libro dei Re, Elia sul monte Oreb

Per l'esegesi biblica di Carlo Maria Martini, 

Sempre per Martini, 
Ciò significa che, tanto per l'ebraismo quanto per il cristianesimo, è dubbio che le manifestazioni relative almeno ai primi tre dei quattro elementi costituiscano una teofania, sia per Mosè ed Elia sul Sinai/Oreb sia per la Pentecoste.

## Pensiero orientale

### Pensiero hinduista
Il pancha mahabhuta, o "cinque grandi elementi", nell'Hinduismo sono:
- khsiti o bhumi (terra)
- ap o jala (acqua)
- agni o tejas (fuoco)
- marut o pavan (aria o vento)
- byom o akasha (etere).

Gli hindu credono che Dio usò l'aakasha per creare i restanti quattro elementi, e che la conoscenza dell'uomo sia nell'archivio akashiko.

### Pensiero del buddhismo antico
Nella letteratura Pali, i mahabhuta ("grandi elementi") o catudhatu ("quattro elementi") sono terra, acqua, fuoco e aria. Nel primo buddhismo, erano alla base per la comprensione della sofferenza, e per la liberazione dell'uomo dalla sofferenza.
Gli insegnamenti del Buddha riguardanti i quattro elementi li raggruppano come base delle reali sensazioni, più che un pensieri filosofici. Gli elementi erano quindi intensi come "caratteristiche" o "proprietà" di varie sensazioni:
- la coesione era una proprietà dell'acqua.
- la solidità e l'inerzia erano proprietà della terra.
- l'espansione e la vibrazione erano proprietà dell'aria.
- il calore era una proprietà del fuoco.

I suoi insegnamenti dicono che ogni cosa è composta da otto tipi di 'kalapas', il cui gruppo principale è composto dai quattro elementi, mentre il gruppo secondario è composto da colore, odore, gusto e alimento, derivati dai primi quattro elementi.
Gli insegnamenti del Buddha precedono quelli dei quattro elementi nella filosofia greca. Questo può essere spiegato perché furono inviati 60 arhat nel mondo conosciuto al tempo per diffondere i suoi insegnamenti.

### Pensiero giapponese
Il pensiero tradizione giapponese usa cinque elementi chiamati 五大 (go dai, letteralmente "cinque grandi"). Gli elementi sono:
- terra, che rappresenta le cose solide
- acqua, che rappresenta le cose liquide
- fuoco, che rappresenta le cose distrutte
- aria, che rappresenta le cose mobili
- vuoto, che rappresenta le cose che non sono nella vita quotidiana.

### Pensiero cinese
Si ritiene che anche la filosofia tradizionale cinese contenga degli «elementi» come nella filosofia greca classica: nel taoismo infatti sono presi in considerazione tre termini affini a quelli occidentali, l'acqua il fuoco e la terra, più altri due, il legno e il metallo, per un totale di cinque, wu xing in cinese, sebbene più che di elementi si tratti di fasi in movimento all'interno di un ciclo, come spiega Anne Cheng:
(Anne Cheng, Storia del pensiero cinese)
Si tratta a ogni modo di distinzioni storicamente poco accettate, ad esempio i mongoli hanno accolto nel novero degli elementi sia quelli cinesi che quelli occidentali. Analogie tra i due sistemi sono rinvenibili nel fatto che l'elemento cinese del legno si avvicina maggiormente al concetto occidentale dell'aria, poiché entrambi corrispondono alle qualità del punto cardinale est, della primavera, dell'infanzia e della crescita, mentre il metallo sembra inglobato nelle proprietà occidentali della terra, quali l'ovest, l'autunno e il declino. La terra in Cina occupa propriamente il centro della rosa dei venti, ed è più che altro la matrice degli altri quattro elementi, come in Occidente lo è la prima materia o etere.
La peculiarità della concezione cinese consiste semmai nel carattere trasmutatorio dei suoi cinque elementi, da intendere come forze attive o facoltà dinamiche.
La loro origine si perde nella preistoria cinese ed è difficilmente ricostruibile.
La prima descrizione delle caratteristiche dei Wuxing la troviamo nello Shujing («Classico della Storia»):
(Shu-ching, Il grande progetto)
Questi Cinque Agenti sono in relazione tra di loro e danno vita a molte altre serie di cinque combinazioni complementari ai Wuxing stessi: i punti cardinali ed il centro, le note musicali, i colori, i cereali, le sensazioni, ecc.
Sempre nello Shujing, nella sezione detta "Grande Norma" si fanno seguire ai Wuxing Cinque Funzioni:
(Shu-ching, La grande norma)

Rappresentazione dei due cicli: in verde quello generativo che procede in senso orario dal padre al figlio (in rosso quello inverso di riduzione o impoverimento); ed in blu le linee dirette del ciclo di controllo con cui il nonno inibisce il nipote.

I cinque pianeti maggiori del nostro sistema sono associati e prendono il modo degli elementi: Venere è oro (metallo), Giove è legno, Mercurio è acqua, Marte è fuoco e Saturno è terra. In aggiunta, la Luna rappresenta lo Yin e il Sole lo Yang.
Lo Yin, lo Yang e i cinque elementi sono temi ricorrenti dello I Ching, il più antico testo classico cinese, che descrive la cosmologia e filosofia cinese.
La dottrina delle cinque fasi descrive due cicli di equilibrio, uno generativo e creativo (生, shēng), e l'altro dominante e distruttivo (克, kè).
Generativo
- il legno alimenta il fuoco
- il fuoco crea la terra (cenere)
- la terra genera il metallo
- il metallo raccoglie l'acqua
- l'acqua nutre il legno

Distruttivo
- il legno divide la terra
- la terra assorbe l'acqua
- l'acqua spegne il fuoco
- il fuoco scioglie il metallo
- il metallo abbatte il legno

## Gli elementi nella cultura di massa
La serie animata Avatar - La leggenda di Aang (2005), creata da Michael Dante DiMartino e Bryan Konietzko per Nickelodeon, si basa su un mondo in cui la società è suddivisa in quattro nazioni corrispondenti ai quattro elementi: Acqua, Terra, Fuoco e Aria. Alcuni individui, detti "dominatori", possono controllare l'elemento della loro nazione attraverso tecniche ispirate alle arti marziali. Il protagonista, Aang, è l'Avatar, l'unico capace di dominare tutti e quattro gli elementi per mantenere l'equilibrio nel mondo e fungere da ponte tra il mondo fisico e quello spirituale.
Nel 1997 il regista francese Luc Besson ha girato il film di fantascienza Il quinto elemento.
La Walt Disney Company Italia ha prodotto dei racconti a fumetti e una serie di film a cartoni animati (W.I.T.C.H.) ideati da   Elisabetta Gnone dove le protagoniste incarnano i poteri degli elementi naturali.
Sempre nei fumetti, i superpoteri dei Fantastici 4, supereroi della casa editrice Marvel Comics, sono basati sui quattro elementi naturali.
I Gormiti sono basati sugli elementi naturali e hanno poteri collegati ad essi.
La rock band italiana dei Litfiba negli anni novanta ha pubblicato 4 album che compongono la "tetralogia degli elementi", dedicando un disco ad ogni elemento naturale: El Diablo (rappresentante il "fuoco"), Terremoto (la "terra"), Spirito (l'"aria") e Mondi Sommersi (l'"acqua").